# Thiobacillus
Genre
Thiobacillus est un genre de bactéries à Gram négatif appartenant à la classe des β-Protéobactéries.

## Caractéristiques
Les Thiobacillus sont de petites bactéries gram-négatives en forme de bacilles. Elles sont sulfo-oxydantes, jouent un rôle important dans le cycle du soufre et sont capables de se procurer de l’énergie en transformant les substances sulfure-réduites en sulfure d'hydrogène (H2S) et le sulfure élémentaire (S) en ion sulfate (SO2–
4).

## Taxonomie

### Étymologie
L'étymologie de ce genre Thiobacillus est la suivante : Thi.o.ba.cil’lus Gr. neut. n. theîon, soufre (translittération latine thium); L. masc. n. bacillus, un petit bâtonnet; N.L. masc. n. Thiobacillus, un petit bâtonnet soufré,. Ce nom a été proposé par Beijerinck en 1904 et officiellement validé par l'ICSP en 1980 dans l'Approved list of bacterial names.

### Phylogénie
Le genre Thiobacillus a été très remanié depuis sa description initiale. De nombreux nouveaux genres ont été créés à la suite des analyses phylogénétiques du gène ARNr 16S.

### Espèces
Le genre Thiobacillus ne compte actuellement que trois espèces officiellement validées alors qu'une vingtaine d'espèces ont, autrefois, fait partie de ce genre. Selon la LPSN (26 décembre 2022), les trois espèces restantes au genre Thiobacillus, sont les suivantes :
- Thiobacillus denitrificans (ex Beijerinck 1904) Kelly et Harrison 1989
- Thiobacillus thioparus Beijerinck 1904
- Thiobacillus thiophilus Kellermann and Griebler 2009

### Espèces publiées de manière non valide
Selon la LPSN (26 décembre 2022), cinq espèces restent publiées de manière non valide. Elles sont parmi les 7 espèces mentionnées ci-après :
- Thiobacillus acidophilus a été publiée de manière non valide par Guay et Silver en 1975, puis publiée de manière valide par Harrison en 1983.
- Thiobacillus cuprinus Huber et Stetter 1990
- Thiobacillus denitrificans a été publiée de manière non valide par Beijerinck en 1904 mais elle a été ensuite officiellement validée par la publication de Kelly et Harrison en 1989.
- Thiobacillus plumbophilus Drobner et al. 1992
- Thiobacillus prosperus Huber et Stetter 1989
- Thiobacillus sajanensis Dul'tseva et al. 2006
- Thiobacillus sayanicus Wang et al. 2015

### Espèces reclassées
De nombreuses espèces ont été reclassées dans différents genres bactériens comme les Acidiphilium, Acidithiobacillus, Halothiobacillus, Starkeya, Thermithiobacillus et Thiomonas dont certains de nouvelle création,.
- Thiobacillus acidophilus reclassée Acidiphilium acidophilum (Harrison 1983) Hiraishi et al. 1998
- Thiobacillus albertis reclassée Acidithiobacillus albertensis corrig. (Bryant et al. 1988) Kelly et Wood 2000
- Thiobacillus aquaesulis reclassée Annwoodia aquaesulis (Wood and Kelly 1995) Boden et al. 2017
- Thiobacillus caldus reclassée Acidithiobacillus caldus (Hallberg et Lindström 1995) Kelly et Wood 2000
- Thiobacillus concretivorus reclassée Acidithiobacillus thiooxidans (Waksman et Joffe 1922) Kelly et Wood 2000
- Thiobacillus delicatus reclassée Thiomonas delicata (Katayama-Fujimura et al. 1984) Kelly et Wood 2006
- Thiobacillus ferrooxidans reclassée Acidithiobacillus ferrooxidans (Temple et Colmer 1951) Kelly et Wood 2000
- Thiobacillus halophilus reclassée Guyparkeria halophila (Wood et Kelly 1995) Boden 2017
- Thiobacillus hydrothermalis reclassée Guyparkeria hydrothermalis (Durand et al. 1997) Boden 2017
- Thiobacillus intermedius reclassée Thiomonas intermedia (London 1963) Moreira et Amils 1997